# Лаос на Олімпійських іграх
Лаос бере участь в Олімпійських іграх з 1980 року. Країна бойкотувала Олімпіаду в Лос-Анджелесі й ніколи не посилала команду на зимові Ігри. НОК Лаосу було засновано 1975 й затверджено 1979 року.